# Darrun Hilliard
Darrun Hilliard II (Bethlehem, Pensilvania, 13 de abril de 1993) es un baloncestista estadounidense que pertenece al Bilbao Basket de la Liga Endesa. Con 1,96 metros de estatura, juega en las posiciones de escolta o alero.

## Trayectoria deportiva

### Universidad
Jugó durante cuatro temporadas con los Wildcats de la Universidad de Villanova, en las que promedió 11,4 puntos, 3,0 rebotes y 1,9 asistencias por partido. En su última temporada fue incluido en el mejor quinteto de la Big East Conference, en  el segundo equipo All-American para Sporting News y elegido Jugador del Año de la Philadelphia Big Five.

### Profesional
El 25 de junio de 2015, fue seleccionado en la trigésimo octava posición del Draft de la NBA de 2015 por Detroit Pistons. Tras promediar 9,4 puntos por partido en la Liga de Verano de Orlando, firmó un contrato por tres temporadas, una de ellas garantizada con los Detroit Pistons.
El 11 de septiembre firmó un contrato de dos vías con los San Antonio Spurs para jugar cedido en su filial Austin Spurs.
En agosto de 2018 firma un contrato de un año para jugar en las filas del Kirolbet Baskonia.
El 16 de julio de 2021, firma por el Bayern de Múnich de la Basketball Bundesliga.
El 26 de junio de 2022 firmó con el Maccabi Tel-Aviv de la Ligat Winner israelí y la Euroliga.
El 1 de septiembre de 2023 fichó por el Pınar Karşıyaka de la Basketbol Süper Ligi (BSL) turca.
El 26 de julio de 2024 fichó por el Club Baloncesto Breogán de la Liga Endesa española. El 11 de abril de 2025 anunció su salida del equipo gallego para fichar por el equipo ruso del BC UNICS de la VTB United League.
El 20 de junio de 2025 ficha por el Bilbao Basket de la Liga Endesa española.

### Selección nacional
Fue parte del combinado estadounidense que disputó y ganó el FIBA AmeriCup de 2017 celebrado en Argentina.

## Estadísticas de su carrera en la NBA

### Temporada regular
| Año     | Equipo      | PJ | PT | MPP  | %TC  | %3P  | %TL  | RPP | APP | ROB | TPP | PPP |
| ------- | ----------- | -- | -- | ---- | ---- | ---- | ---- | --- | --- | --- | --- | --- |
| 2015-16 | Detroit     | 38 | 2  | 10.1 | .397 | .380 | .725 | 1.2 | .7  | .2  | .0  | 4.0 |
| 2016-17 | Detroit     | 39 | 1  | 9.8  | .373 | .261 | .750 | .8  | .8  | .3  | .1  | 3.3 |
| 2017-18 | San Antonio | 14 | 0  | 6.8  | .263 | .000 | .857 | .5  | .8  | .1  | .0  | 1.1 |
| Total   | Total       | 91 | 3  | 9.4  | .377 | .304 | .747 | .9  | .8  | .2  | .0  | 3.2 |